# Behaviour
Behaviour es el cuarto álbum de estudio del dúo británico de synthpop Pet Shop Boys, publicado el 22 de octubre de 1990, por Parlophone. En los Estados Unidos se lanzó con el nombre de Behavior por temas de gramática.
Fue un éxito de ventas, aclamado por sus fanáticos, y recibió buenas críticas de la industria, a pesar de que su sonido fue diferente en comparación al sonido frecuente de sus discos.

## Contexto
El álbum fue producido por Harold Faltermeyer en su estudio "Red Deer" en Múnich, Alemania. Tennant y Lowe querían usar sintetizadores analógicos para este disco, ya que estaban un poco cansados de la predominancia de los sintetizadores digitales y del uso de samples de la época. La opción obvia era, por tanto, ponerse en contacto con Faltermeyer, puesto que es un experto en este tipo de equipamiento. Debido a esto, el estilo del disco es muy distinto tanto al anterior (Introspective, de 1988) y al que le seguiría, el aclamado Very publicado en 1993. 
Algunas de las canciones parecen abandonar el estilo característico del dúo por completo, como «This must be the place I waited years to leave», una canción lenta basada en guitarras acerca de los años de Tennant en una escuela católica o «My October Symphony», en la que aparece Johnny Marr y que trata sobre las dudas de un compositor ruso en la época del colapso del comunismo. Tennant comentaría posteriormente que Behaviour es un disco mucho más reflexivo y musical que otras piezas de su discografía. Declaró también, que el álbum se inspiró en el disco Violator del grupo Depeche Mode, lanzado ese mismo año.

## Reediciones
Behaviour fue reeditado en 2001 junto a casi todo el catálogo del grupo como Behaviour/Further Listening 1990-1991, siendo remasterizado digitalmente e incluyendo un disco extra con caras B y material no incluido en el disco, incluyendo la canción «Miserablism», que formaba parte del disco original hasta el día en que fue mandado a masterizar (actualmente el relanzamiento del 2001 está fuera de venta).

## Recepción
En una revisión contemporánea del álbum, Jim Farber de Entertainment Weekly escribió que el álbum contenía "las mejores canciones hasta ahora" de los Pet Shop Boys y "sus melodías más hermosas hasta la fecha", y señaló "una manera más fácil con los ritmos y una mayor vulnerabilidad en la letra" en comparación con Introspective, su anterior álbum. El periodista y crítico musical Greg Kot de Chicago Tribune declaró que Behaviour "puede parecer a algunos oyentes incluso más débil y suave que los lanzamientos anteriores, pero su brillantez sutil emerge con reproducciones repetidas", calificándolo como "un disco que seducirá a los clubes de baile durante varios meses, y persiguen a la multitud que se queda en casa durante mucho tiempo". En una reseña mixta, Robert Hilburn de Los Angeles Times sintió que los aspectos más destacados del álbum dejan "los lapsos ocasionales y las incursiones en tempos más lentos" sintiéndose "planos en comparación ". Roger Morton de NME admitió que "probablemente no era más un disco desconsolado que Introspective o Actually", pero cuestionó su relativa falta de una "oleada desafiante de ritmo". También comentó que "la grandeza y la elevación del pasado han sido reemplazadas por un estado de ánimo generalizado de reflexión triste", refiriéndose al cambio de estilo del álbum. La revista Q incluyó a Behaviour en su lista de los 50 mejores álbumes de 1990 y escribió: "Algunos de sus fanáticos del baile pueden estar un poco decepcionados... pero las mejores baladas aquí son tan irónicas y conmovedoras como el clásico Broadway".

## Lista de canciones
Todas las canciones están escritas por Neil Tennant y Chris Lowe, excepto donde se indica

### Behaviour[7]
| N.º   | Título                                           | Duración |  |
| 1.    | «Being Boring»                                   | 6:50     |  |
| 2.    | «This Must Be The Place I Waited Years To Leave» | 5:32     |  |
| 3.    | «To Face The Truth»                              | 5:33     |  |
| 4.    | «How Can You Expect To Be Taken Seriously?»      | 3:56     |  |
| 5.    | «Only The Wind»                                  | 4:18     |  |
| 6.    | «My October Symphony»                            | 5:18     |  |
| 7.    | «So Hard»                                        | 3:59     |  |
| 8.    | «Nervously»                                      | 4:11     |  |
| 9.    | «The End Of The World»                           | 4:40     |  |
| 10.   | «Jealousy»                                       | 4:50     |  |
| 48:53 |                                                  |          |  |

### Further Listening1990-1991[8]
| Disco 2  |                                                                               |                                                                             |          |  |
| N.º      | Título                                                                        | Escritor(es)                                                                | Duración |  |
| 1.       | «It Must Be Obvious»                                                          |                                                                             | 4:26     |  |
| 2.       | «So Hard (mix dance extendido)»                                               |                                                                             | 6:38     |  |
| 3.       | «Miserablism»                                                                 |                                                                             | 4:07     |  |
| 4.       | «Being Boring (mix extendido)»                                                |                                                                             | 10:40    |  |
| 5.       | «Bet She's Not Your Girlfriend»                                               |                                                                             | 4:30     |  |
| 6.       | «We All Feel Better In The Dark»                                              |                                                                             | 6:48     |  |
| 7.       | «Where The Streets Have No Name (Can't Take My Eyes Off You) (mix extendido)» | Paul Hewson, Dave Evans, Larry Mullen, Adam Clayton, Bob Gaudio y Bob Crewe | 6:46     |  |
| 8.       | «Jealousy (versión extendida)»                                                |                                                                             | 7:58     |  |
| 9.       | «Generic Jingle (inédito)»                                                    |                                                                             | 0:14     |  |
| 10.      | «DJ Culture (mix extendido)»                                                  |                                                                             | 6:53     |  |
| 11.      | «Was It Worth It? (mix de 12")»                                               |                                                                             | 7:15     |  |
| 12.      | «Music For Boys (segunda parte, inédito en CD)»                               |                                                                             | 6:13     |  |
| 13.      | «DJ Culture (mix de 7")»                                                      |                                                                             | 4:26     |  |
| 01:16:54 |                                                                               |                                                                             |          |  |

## Posiciones en las listas
| Listas semanales (1990-1991)          | Posición |
| ------------------------------------- | -------- |
| Alemania (Offizielle Deutsche Charts) | 4        |
| Argentina (Pelo)                      | 1        |
| Australia (Australian Music Report)   | 27       |
| Canadá (RPM)                          | 34       |
| España (AFYVE)                        | 9        |
| Estados Unidos (Billboard 200)        | 45       |
| Europa (Music & Media)                | 6        |
| Italia (Musica e dischi)              | 17       |
| Nueva Zelanda (Recorded Music NZ)     | 47       |
| Países Bajos (Album Top 100)          | 51       |
| Reino Unido (UK Charts)               | 2        |
| Suecia (Sverigetopplistan)            | 9        |
| Suiza (Schweizer Hitparade)           | 12       |

## Certificaciones y ventas
| País                                            | Certificación | Ventas    |
| ----------------------------------------------- | ------------- | --------- |
| Alemania (BVMI)                                 | Oro           | 250.000 * |
| Canadá (Music Canada)                           | Oro           | 50.000 *  |
| España (AFYVE)                                  | Oro           | 50.000 *  |
| Finlandia (Musiikkituottajat)                   | Oro           | 41.480    |
| Reino Unido (BPI)                               | Platino       | 300.000 * |
| Suecia (GLF)                                    | Oro           | 50.000 *  |
| Suiza (IFPI Suiza)                              | Oro           | 25.000 *  |
| * Ventas basadas únicamente en la certificación |               |           |

## Personal[28]

### Pet Shop Boys
- Neil Tennant
- Chris Lowe

### Músicos invitados
- J. J. Belle: Guitarra en «Being Boring»
- Johnny Marr: Guitarra en «My October Symphony», y feedback con guitarra y guitarra rítmica en «This Must Be The Place...»
- Angelo Badalementi: Arreglo y conducción de orquesta en «This Must Be The Place...» y «Only The Wind»
- Dominic Clarke: Tubo plástico en «Being Boring»
- Alex Balanescu: Cuarteto de cuerdas en «My October Symphony»
- Jay Henry: Voz adicional en «My October Symphony»

### Técnicos
- Harold Faltermeyer:  Producción
- Brian Reeves: Ingeniería
- Bob Kraushaar: Ingeniería
- Julian Mendelsohn: Mezclas
- Dominic Clarke: Programación adicional